# María Clara Alonso

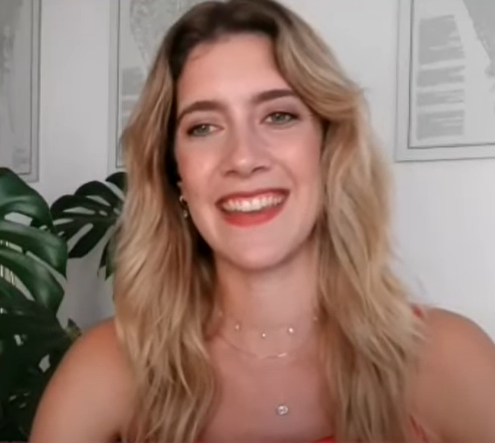
Clara Alonso, 2021

María Clara Alonso (* 2. Februar 1990 in Rosario, Argentinien) ist eine argentinische Schauspielerin, Sängerin, Moderatorin, Tänzerin.

## Leben
María Clara Alonso wurde am 2. Februar 1990 als Tochter einer Kinderärztin und eines Ingenieurs in Rosario, der drittgrößten Stadt Argentiniens, geboren. Sie wuchs mit ihren zwei jüngeren Brüdern Agustín und Ignacio auf. Im Alter von zwei Jahren zog sie mit ihrer Familie nach Capitán Bermúdez, eine kleinere Stadt außerhalb von Rosario. Dort übte sie neben Gymnastik, Schwimmen und Tanzen auch Feldhockey und Volleyball aus. Sie besuchte die Grundschule in Cayetano Errico in Capitán Bermúdez. Als Alonso acht war, zog die Familie schließlich nach Buenos Aires. Dort ging sie später auch auf die High School, das Instituto de Inmaculada Castelar. An der High School entdeckte sie ihr Talent für die Schauspielerei und bat ihre Eltern darum, sie in diesen Fächern weiterzubilden. Sie trat daraufhin in einigen Theaterstücken wie Alice im Wunderland auf.
Mit 19 zog sie von Castelar nach Belgrano, Buenos Aires, einem Viertel im nördlichen Teil der Stadt, um ihre Schauspielkarriere weiter voranzutreiben. Sie spricht sehr gut Englisch und ließ sich Italienisch von ihrer Freundin Lodovica Comello beibringen, um auch in Italien arbeiten zu können.

## Karriere
Nach dem Abitur entschied sich Alonso ihre Leidenschaft für die Schauspielerei zum Beruf zu machen. Sie nahm 2007 an der Castingshow High School Musical: La Selección teil, flog nach der zehnten Woche aber heraus. Jedoch wurde sie später für eine Konzert-Tournee durch ganz Argentinien wieder aufgenommen. Dadurch erhielt sie ihre erste Schauspielrolle als Clari in Viva High School Musical, die argentinische Version von High School Musical. Während eines Tourstopps in La Rioja zog sie die Aufmerksamkeit der lateinamerikanischen Disney-Channel-Produzenten auf sich. Sie wurde als Moderatorin für die Unterhaltungsshow Zapping Zone engagiert. Alonso moderierte die Show von 2007 bis 2011 neben Daniel Martins und Carolina Ibarra. 2008 nahm sie bei den Disney Channel Games teil und belegte mit ihrem Team den dritten Platz.
Des Weiteren unterschrieb sie bei Walt Disney Records einen Plattenvertrag und veröffentlichte im Oktober 2008 ihre erste eigene Single A mi alrededor. 2010 übernahm sie in der Miniserie Highway: Rodando la aventura eine der Hauptrollen. Im selben Jahr drehte sie für die Sitcom Cuando toca la campana, die auf As the Bell Rings basiert. Die Folgen mit ihr wurden 2011 ausgestrahlt.
Seit 2012 wirkt Alonso in der Disney-Channel-Telenovela Violetta mit und erlangte dadurch in vielen Ländern Bekanntheit. Sie spielt die Rolle der Angeles "Angie" Carrará, die Tante der titelgebenden Hauptfigur. Nach 145 Folgen stieg sie 2013 aus, kündigte jedoch im März 2014 ihre Rückkehr zur Serie an. Von September 2014 bis Februar 2015 war sie erneut in der Telenovela zu sehen. Im April desselben Jahres drehte sie in Italien die Kochshow Angie e le ricette di Violetta, welche ein Spin-off zu Violetta bildet. Diese ist Alonsos erste italienischsprachige Show, die seit Juni 2014 in Italien gezeigt wird. 2015 nahm Alonso an der italienischen Tanzsendung Notti Sul Ghiaccio (Nacht auf Eis) teil und belegte mit ihrem Tanzpartner Marco Garavaglia erfolgreich Platz 3. Seit 2015 wirkt Alonso neben dem italienischen Schauspieler Mirko Trovato in der italienischen Webserie Lontana Da Me mit, in der sie eine der Hauptrollen (Valeria) spielt. Außerdem drehte sie in Argentinien (neben ihrem Filmkollegen aus Violetta, Ezequiel Rodríguez) den Film Jazmín De Invierno, in dem sie ebenfalls die Hauptrolle (Carolina) spielt. Mit ihrem Lebenspartner Diego Domínguez, den sie am Set von Violetta kennenlernte, gewann sie bei der italienischen Tanzshow Dance Dance Dance.

## Filmographie (Auswahl)
- 2008: Viva High School Musical (High School Musical: El Desafio, Fernsehfilm)
- 2010–2014: Der Fisch-Club (Fish Hooks, Zeichentrickserie, Sprechrolle)
- 2010: Highway: Rodando la aventura (Miniserie)
- 2011: Cuando toca la campana (Fernsehserie, 2 Episoden)
- 2012–2013, 2014–2015: Violetta (Fernsehserie)
- 2015: Lontana Da Me (Webserie)
- 2015: Jazmín De Invierno
- 2015: Notti Sul Ghiaccio (TV-Tanzwettbewerb), 3. Platz
- 2016: Tini: Violettas Zukunft (Tini: El gran cambio de Violetta)
- 2017: Dance Dance Dance Italia (1. Platz)
- 2019: Abuelos
- 2021: Verschlungene Wege (Entrelazados, Fernsehserie)

## Moderation
- 2007–2011: Zapping Zone
- 2014: Angie e le ricette di Violetta